# Kostel svatého Mikuláše (Benešov)
Kostel svatého Mikuláše se nachází v Benešově na vrcholu návrší zvaném Karlov.

## Historie

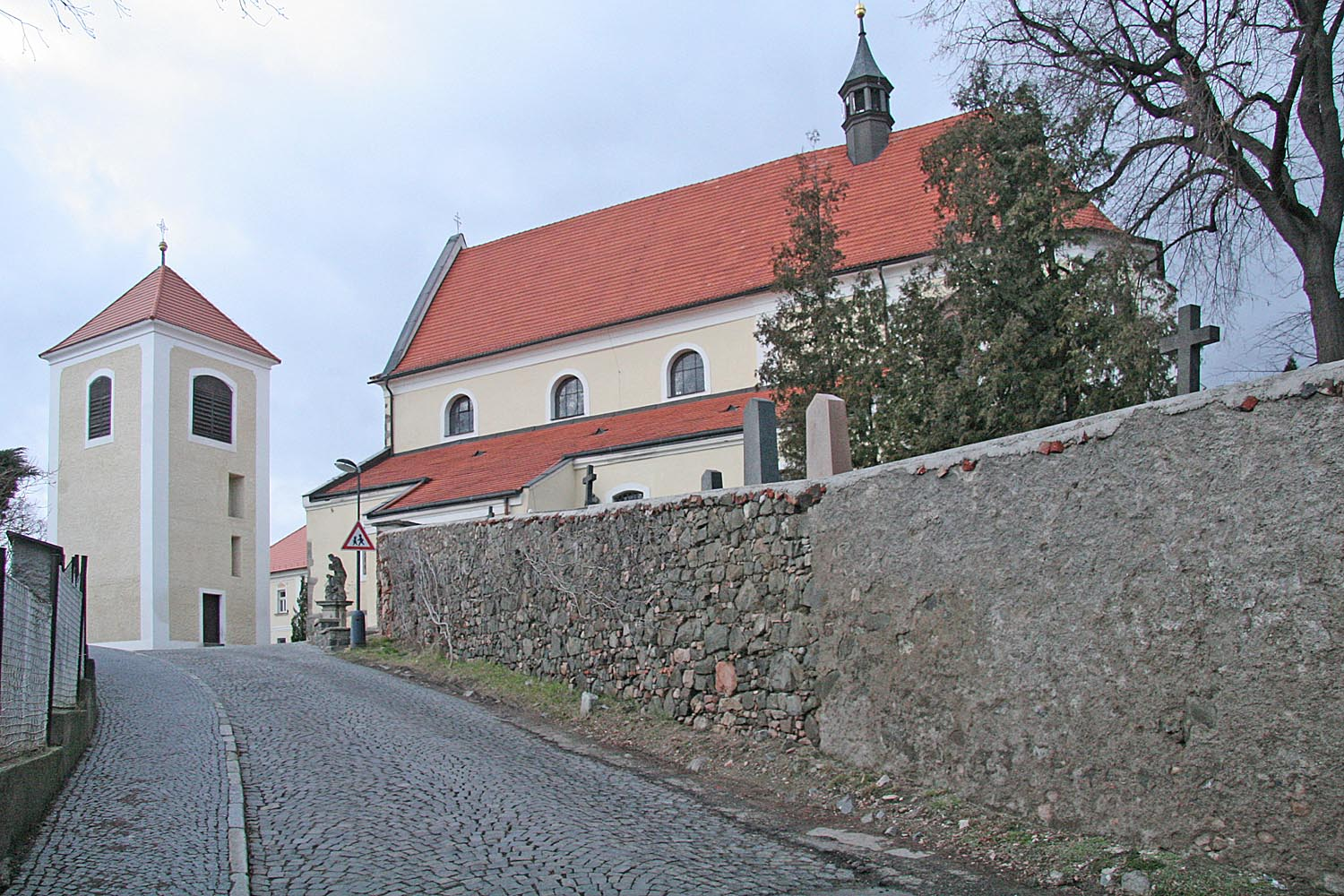
Pohled na kostel (2008)

Svým stářím patří mezi nejstarší sakrální stavby města. Přestože se uvádí, že k vysvěcení kostela došlo již v roce 1070 a toto stáří potvrzují i archeologické prameny, je dnešní stavba podstatně mladší. Tato raně gotická svatyně, pocházející ze 13. století, je v podstatě bazilikální trojlodí. Po požáru v roce 1420 byl kostel přestavěn v pozdně gotickém slohu a došlo ke zkrácení západní části kostela. K částečné přestavbě došlo v roce 1583. Po druhém vypálení v roce 1648 došlo následně k jeho obnově až v roce 1696. Další opravy v letech 1898, 1902 a 1914 podobu kostela nezměnily. V letech 1968-1969 prošel generální opravou, při níž došlo při odstranění starých nánosů. Následně byly odhaleny základní obrysy stavby, včetně původních oken, vzniklé zhruba ve 3. čtvrtině 13. století.

## Popis

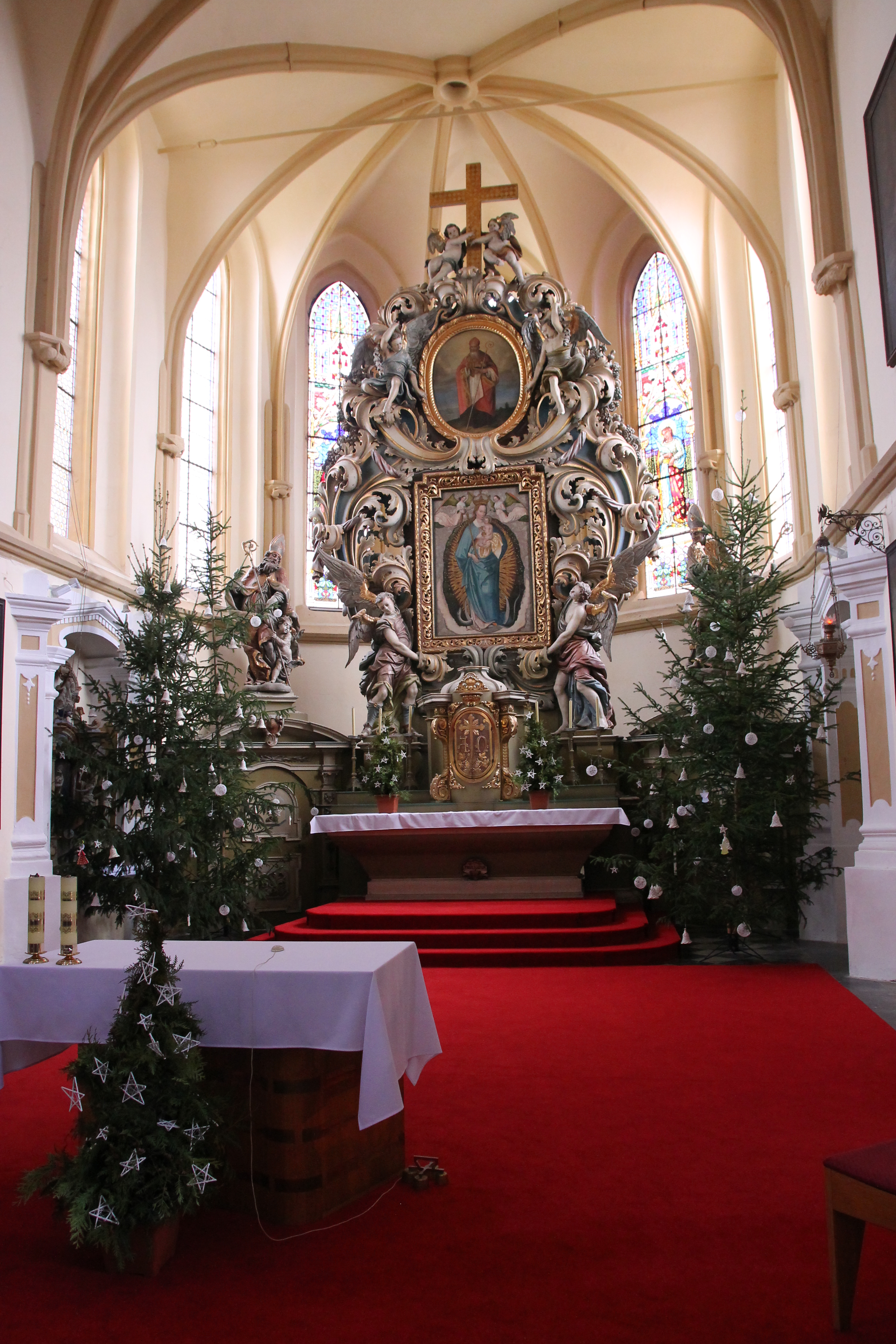
Interiér kostela (2019)

### Exteriér
Celý kostel je v podstatě bazilika s trojlodím a polygonním presbytářem. Pod vrcholem štítu kostela je mozaika sv. Mikuláše pocházející z roku 1938. Do kostela lze dnes vstoupit dvěma vchody. Hlavní vchod, přístupný od západu, je vymezen lomeným portálem. Jižní vchod, s renesanční předsíní, má hruškovou profilaci ubíhající vzhůru. Z jižní strany kostela stojí barokní socha sv. Jana Nepomuckého. Po pravé straně při pohledu z města je Horní zvonice. V ní zavěšen gotický zvon z roku 1322. Na západní straně od kostela se nalézá patrová fara. U kostela se nachází rozsáhlý hřbitov.

### Interiér
Ve své podstatě je vybavení kostela barokní. V interiéru byla dochována barokní výzdoba - sochy od M. B. Brauna a nástěnné rokokové malby - cyklus 24 obrazů s výjevy ze života sv. Klementa od I. Raaba. K nejcennějším částem náleží hlavní oltář z roku 1696 zdobený akantovými řezbami. Obraz Assumpty patří k význačným regionálním památkám pozdní gotiky. Postupem času se vyhranila stojící Madona jako korunované Assumpty. Orámování květnicí celé postavy pochází z pozdní gotiky. Madona drží Ježíška s jablkem a žezlo. Tento obraz vznikl patrně za působení majitele panství Jaroslava ze Šternberka patrně před rokem 1500.